# Andreas Gross
Andreas Gross, né le 21 août 1952 à Kobe, au Japon  est une personnalité politique suisse membre du Parti socialiste suisse.

## Biographie
Après avoir exercé les professions de journaliste et d'assistant aux universités de Berne et Lausanne où il obtient une licence en science politique, il est cofondateur de l'« atelier pour la démocratie directe » à Zurich en 1988 en Suisse, puis d'« eurotopia » en 1990. L'Atelier pour la Démocratie Directe se trouve depuis 1998 à St-Ursanne dans le Canton du Jura.
Il est membre fondateur du Groupe pour une Suisse sans armée.
Élu au Conseil communal (Parlement) de la ville de Zurich en 1986, il est ensuite élu au Conseil national en 1991. À ce poste, et accompagné du Bâlois Remo Gysin, il se bat pour l'adhésion de la Suisse à l'Organisation des Nations unies en relançant le processus parlementaire en 1997, puis en lançant une initiative populaire sur ce sujet.
En juin 2003, il est élu comme rapporteur spécial sur la situation politique en Tchétchénie par l'Assemblée parlementaire du Conseil de l'Europe, dont il fait partie depuis janvier 1995.
Entre 2008 et Janvier 2016 il est le premier Suisse qui préside un groupe dans l'assemblée parlementaire du Conseil de l'Europe a Strasbourg.
Le 4 novembre 2017 Andreas Gross publie dans le Quotidien Jurassien sa 50e pièce dans sa chronique à la page deux sur la Mosaïque de la Démocratie.
Le 31 janvier 2023 dans un entretien au journal le Temps, Andreas Gross s'en est pris aux parlementaires du Parti socialiste suisse qui se sont montrés favorables à l'exportation d'armes aux alliés de l'Ukraine. "(...) Je défends moi aussi un soutien à l’Ukraine, mais différent, par exemple en triplant le montant d’aide à la survie en hiver. Ou alors en faisant en sorte d’organiser par l’ONU des cascades de référendums en Crimée, comme les Bernois l’ont fait pour la Question jurassienne!".